# Stefania Feill

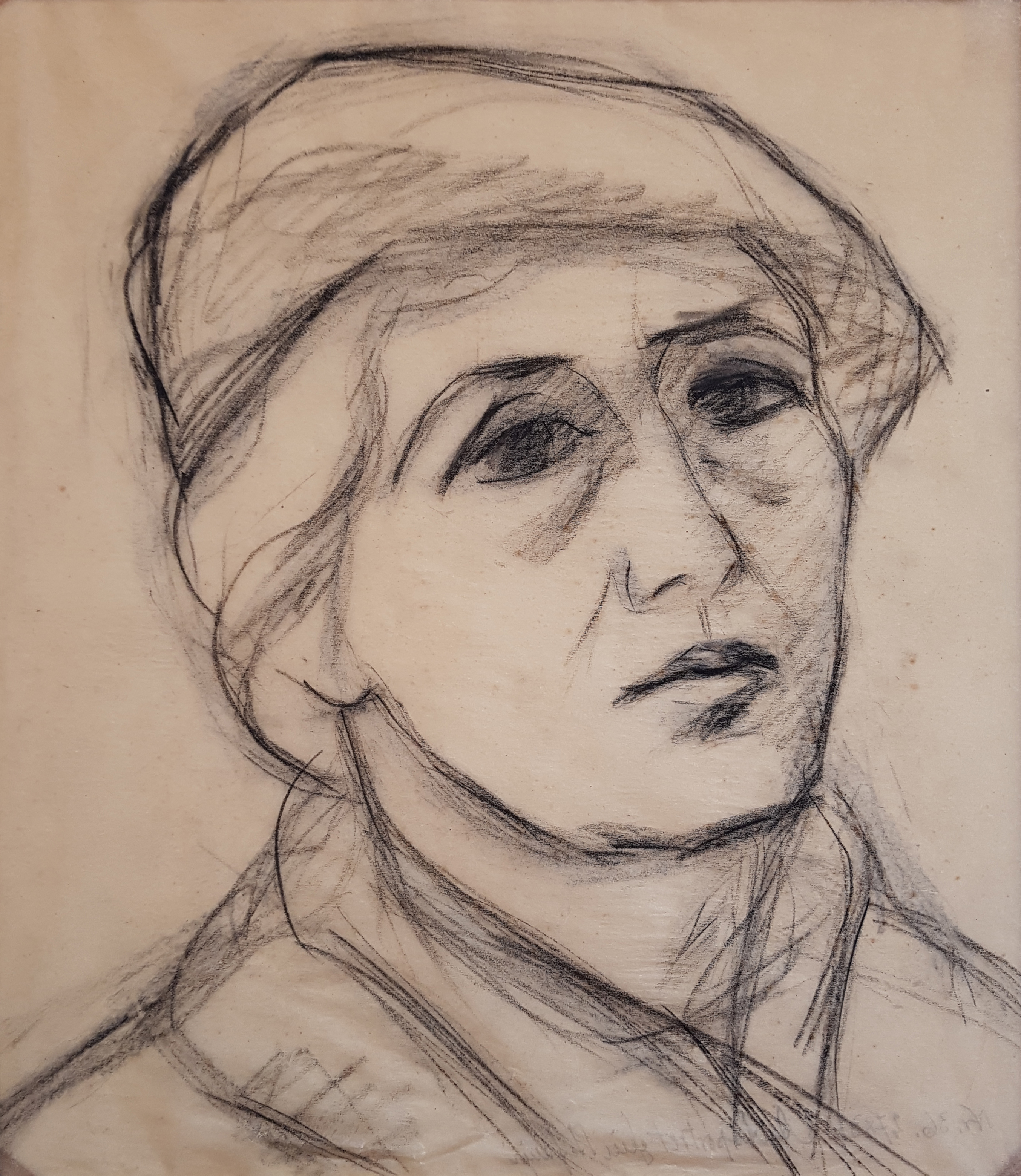
Autoportret Stefanii Feill (rysunek ołówkiem), Dwór Feillów.

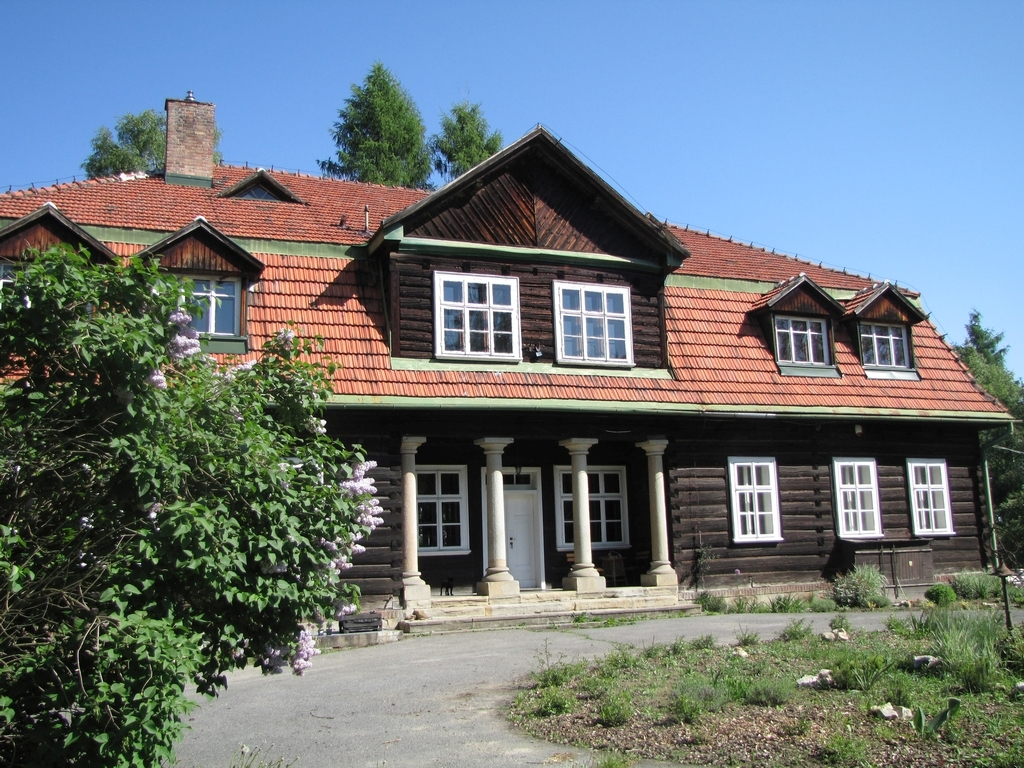
Dwór Feillów w Woli Zręczyckiej

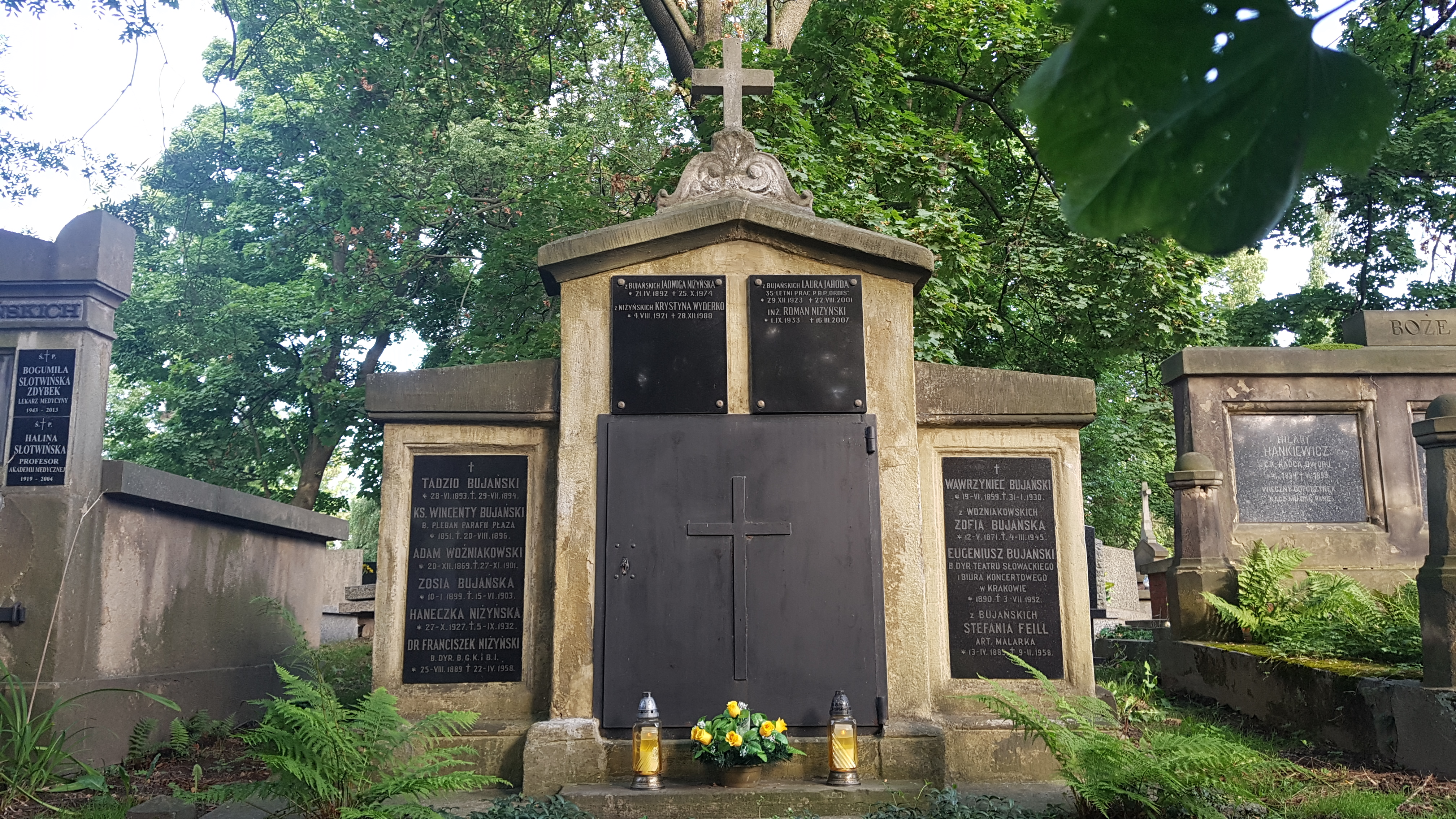
Grób Stefanii Feill na cmentarzu Rakowickim

Stefania Zofia Feill (ur. 12 kwietnia 1889 w Krakowie, zm. 9 lutego 1958 tamże) – artystka malarka, jedna z pierwszych studentek Akademii Sztuk Pięknych w Krakowie.

## Życiorys
Stefania Feill z domu Bujańska. Matka Zofia Emma z Woźniakowskich. Ojciec Wawrzyniec Bujański był przemysłowcem i kupcem (właściciel trafiki).
Uczęszczała na Wyższe Kursy dla Kobiet Adriana Baranieckiego w Krakowie. Pobierała lekcje malarstwa i rysunku w Monachium (1915–1916) i u prof. Hoffmanna w Wiedniu (1917–1918). W Monachium poznała malarza Romana Kochanowskiego, który udzielał jej wskazówek i wprowadził ją w środowisko Stanisława Przybyszewskiego. W 1919 zapisała się do krakowskiej Akademii Sztuk Pięknych, gdzie uczyła się przez cztery semestry w pracowni prof. Teodora Axentowicza (1919–1922).
Jej mężem był Antoni Feill, którego poślubiła jeszcze przed wstąpieniem na krakowską akademię. Nigdy jednak nie zdecydowała się na posiadanie dzieci. Odbyła podróże artystyczne do Paryża, Pragi, Drezna, Budapesztu i do Włoch. Byłą członkinią Związku Polskich Artystów Plastyków (od 1935). W 1944 Niemcy spalili jej dom na Rasikach w Woli Zręczyckiej, w którym mieszkała wraz z mężem. Jej dorobek artystyczny stworzony przed wojną przetrwał, przetrzymywany przez potomków rodziny Feill. Po drugiej wojnie światowej pracowała jako nauczycielka kontraktowa w Państwowym Ognisku Kultury Plastycznej w Krakowie, potem była zatrudniona w krakowskiej Spółdzielni ZPAP. W czasie wojny pracowała razem z Haliną Miączyńską w Kawiarni Artystów (Kawiarni Plastyków) przy Łobzowskiej 3 w Krakowie. Od 1955 mieszkała z mężem w Zakopanem.
Malowała pejzaże, martwe natury i kwiaty, najczęściej były to akwarele. Prace powstawały również w technice olejnej. Tworzyła grafiki, sztukę użytkową i rysowała. Wystawiała w Krakowie, Katowicach, Wrocławiu i Poznaniu.
Została pochowana na cmentarzu Rakowickim w Krakowie w rodzinnym grobowcu Bujańskich.
W Woli Zręczyckiej znajduje się Dwór Feillów prowadzony przez potomków Stefanii, Krzysztofa i Anetę Tyl, w którym można obejrzeć stałą ekspozycję prac „Stefania Feill. Dziedzictwo wskrzeszone”. Eksponowane prace to głównie akwarele i rysunki ołówkiem.

## Wybrane wystawy
- 1936 – Salon Plastyków ZZPAP, Kat., IPS, Warszawa[3]
- 1938 – Kat. wystawy obrazów, rzeźb i grafiki… ZZPAP w Krakowie oraz plastyków niezrzeszonych na F.O.N., Kraków[3]
- X-XI 1945 – Wystawa „Polonia”, Pałac Sztuki, Kraków[6]

## Prace w zbiorach
- Muzeum Narodowe w Krakowie (Oddział Czapskich), (dwie akwarele: Kwiaty żółte i Bukiet)
- Dwór Feillów, Wola Zręczycka

## Dokumenty źródłowe
- Archiwum ASP w Krakowie
- Archiwum TPSP w Krakowie
- Instytut Sztuki PAN, Słownik Artystów Polskich, Warszawa
- Archiwum Narodowe w Krakowie
- Muzeum Historyczne Miasta Krakowa
- Muzeum Dwór Feillów
- Muzeum im. Jacka Malczewskiego w Radomiu

## Fotogaleria

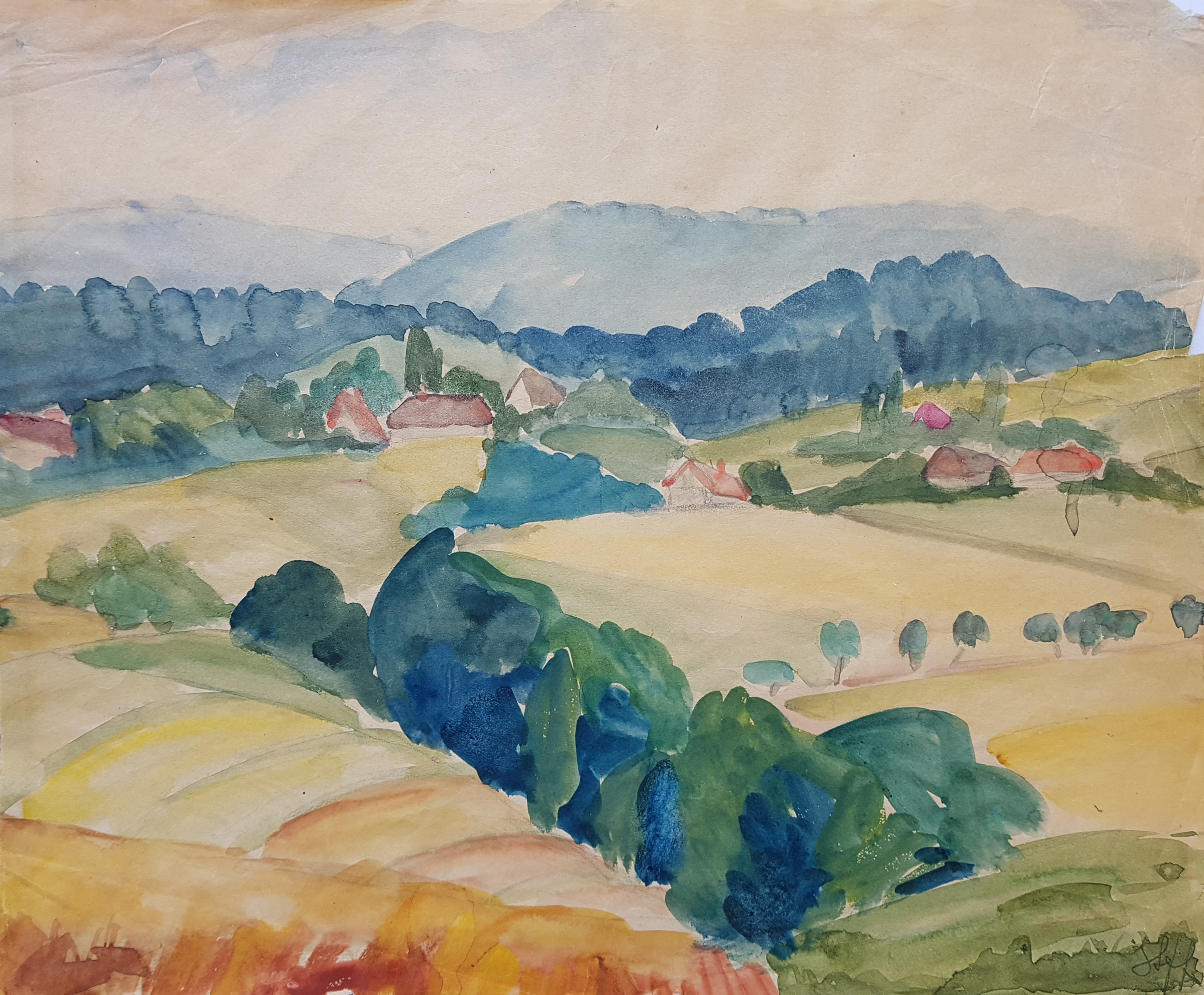
Akwarela Stefanii Feill
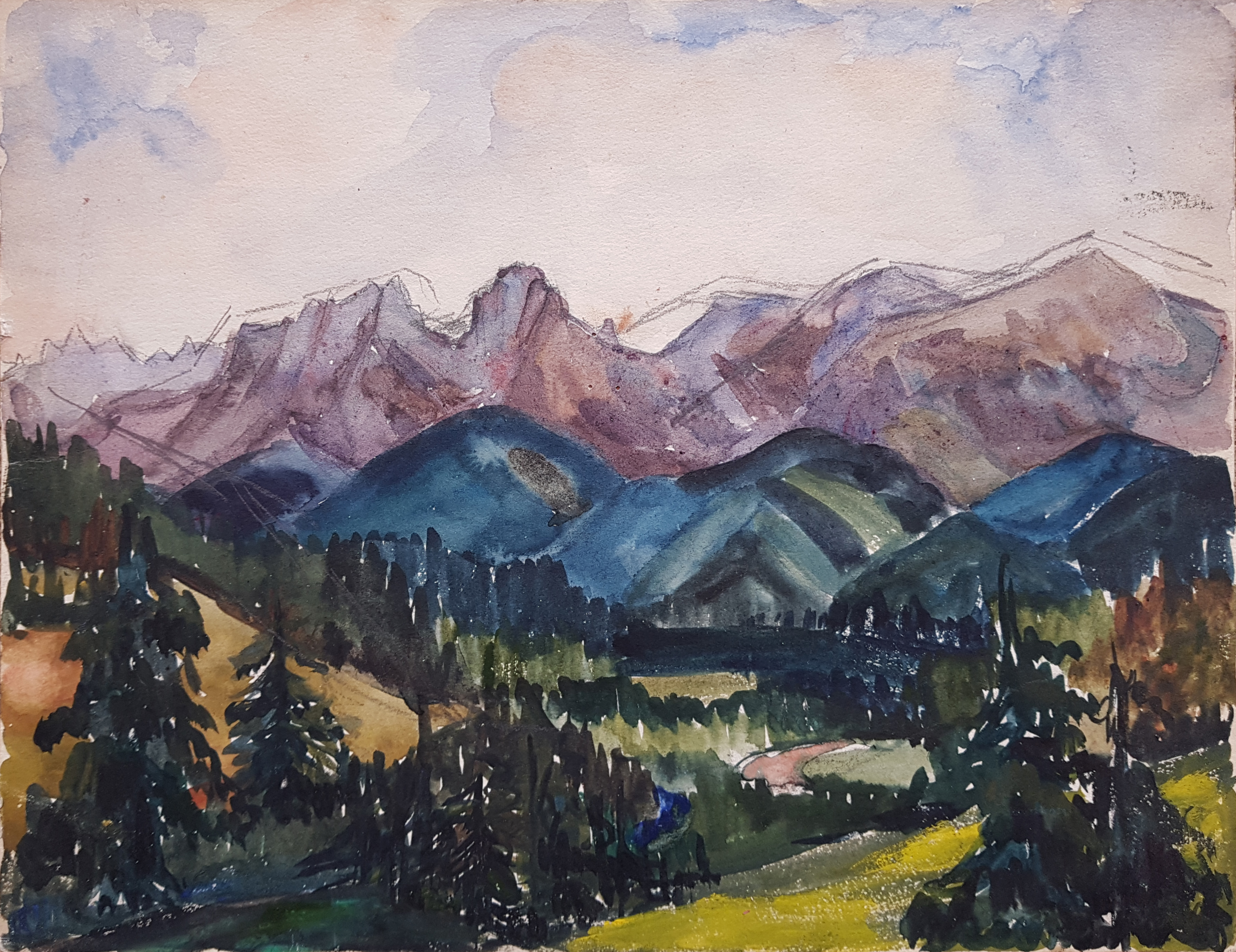
Akwarela Stefanii Feill
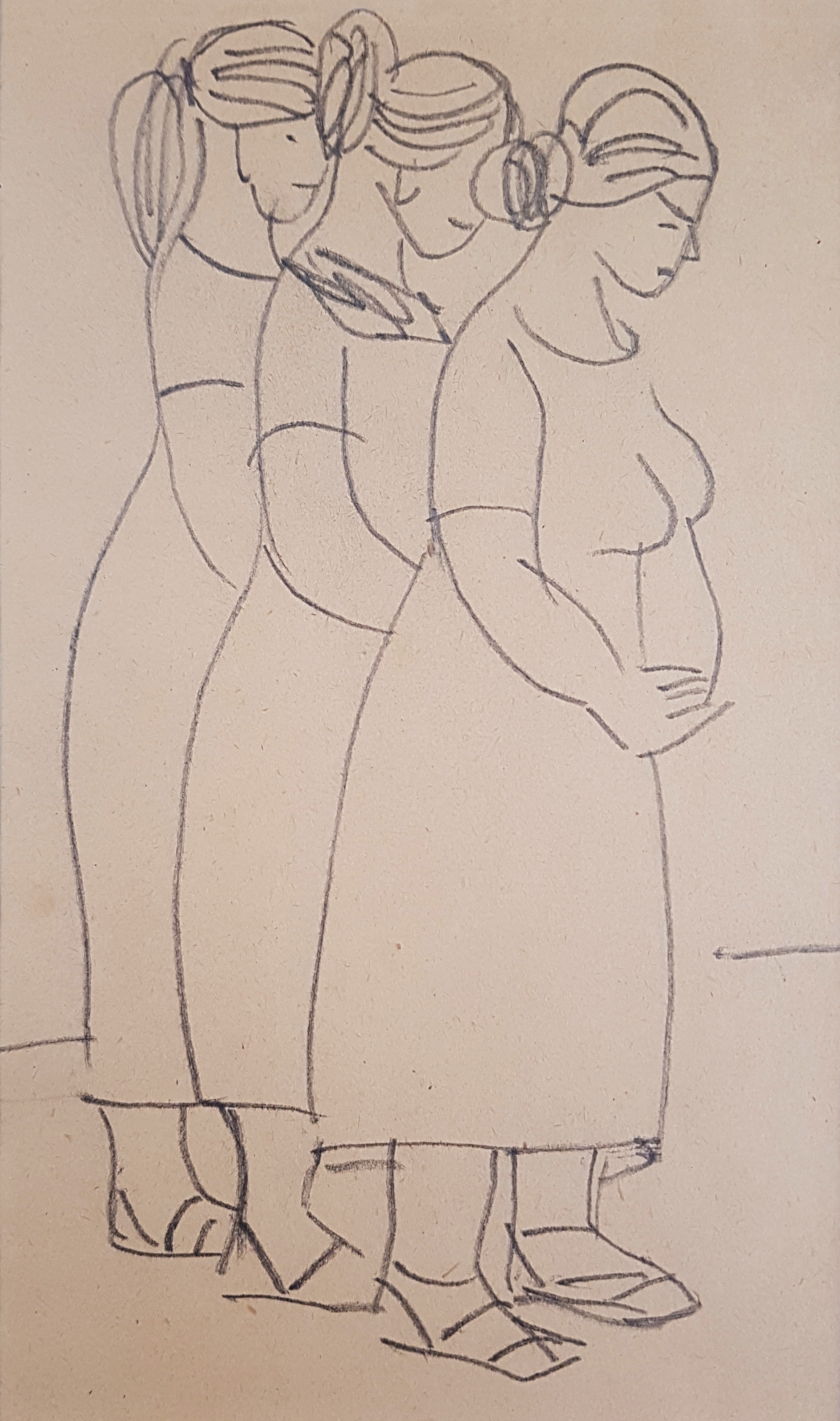
Rysunek Stefanii Feill
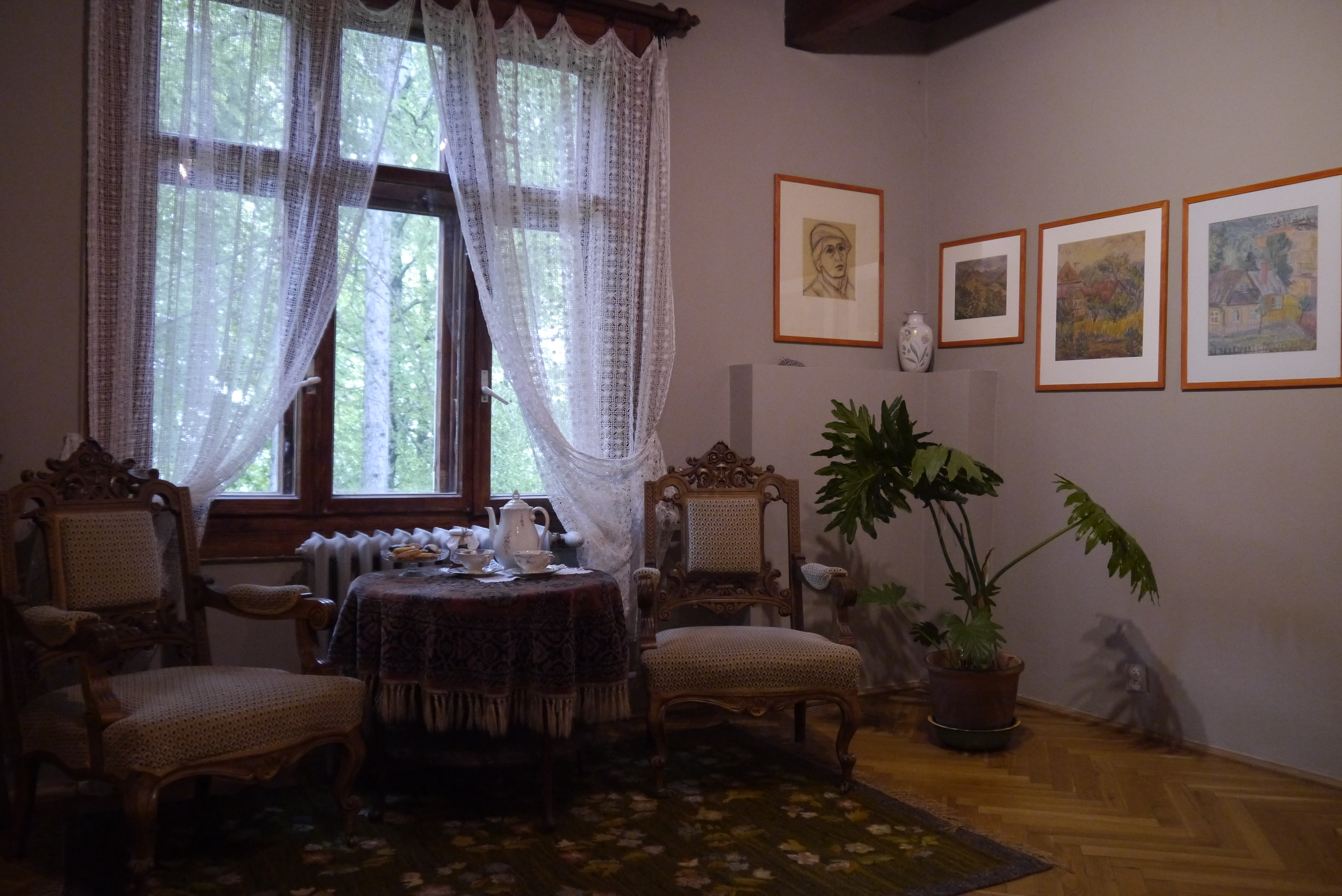
Pokój ze stałą ekspozycją prac Stefanii w Dworze Feillów
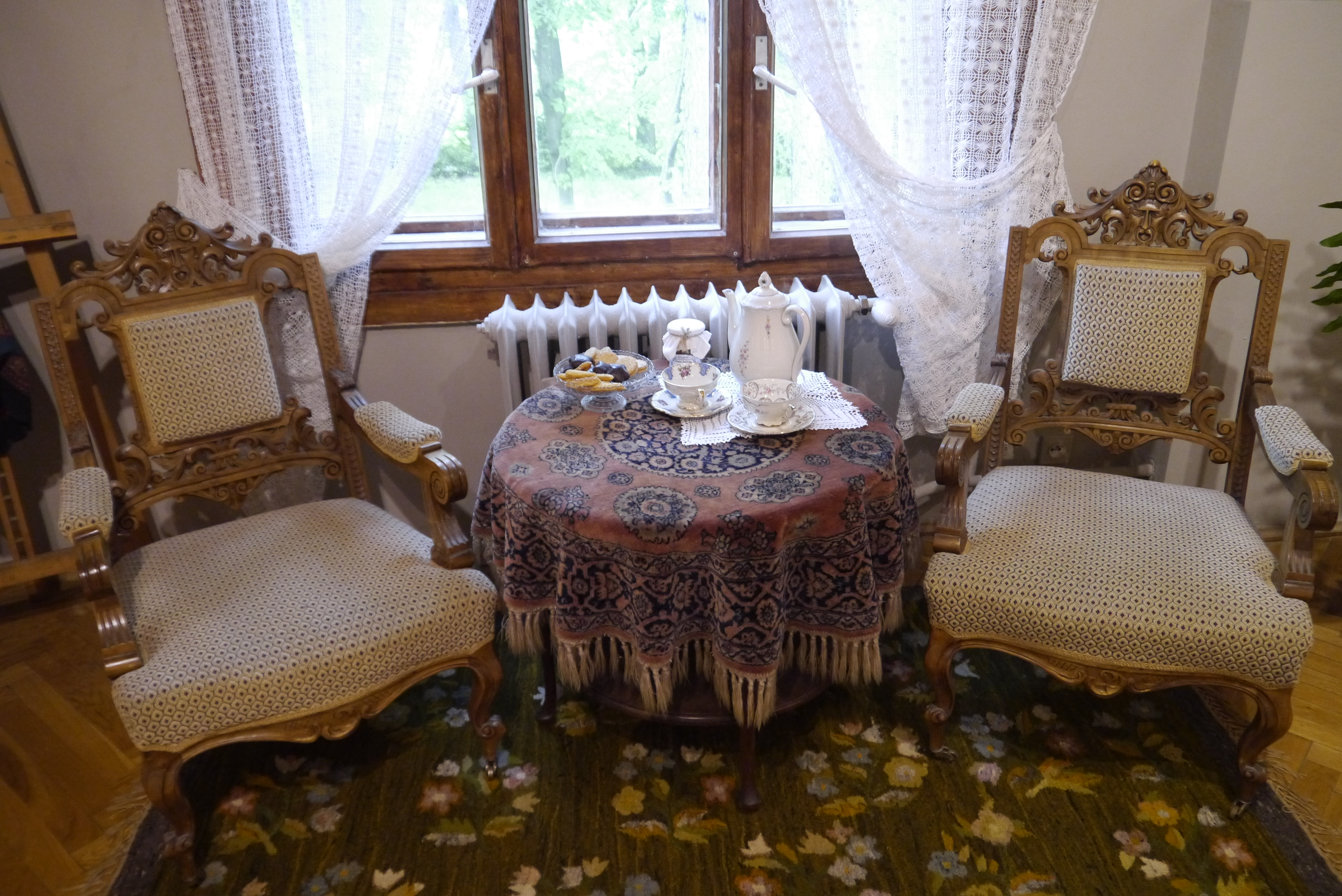
Prace Stefanii w Dworze Feillów
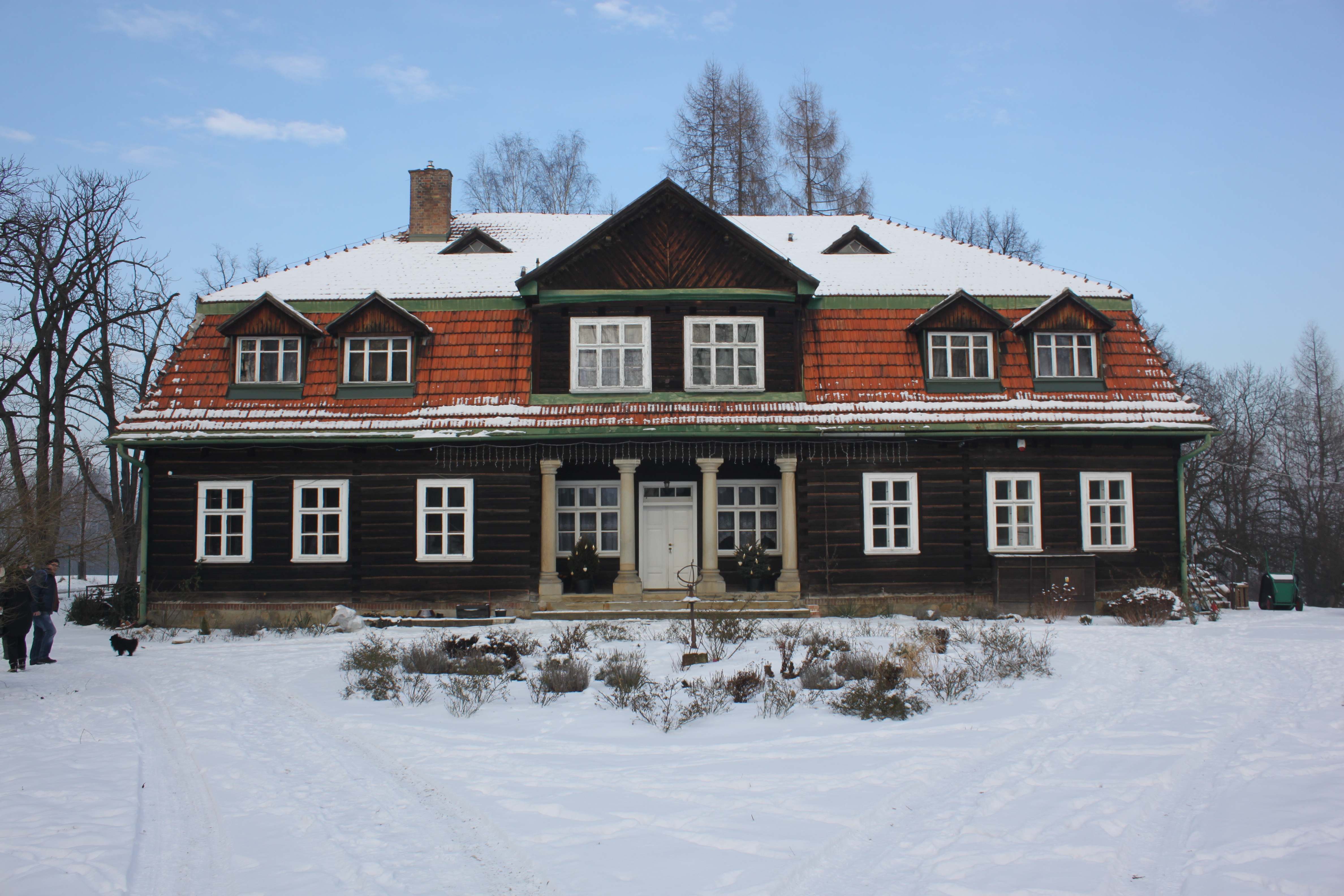
Dwór Feillów